# 힐러 (드라마)
《힐러》(Healer)는 2014년 방영된 스릴러와 로맨스 등 두 가지 소재를 가미한 KBS 월화드라마이다. '여명의 눈동자', '모래시계', '카이스트', '대망', '태왕사신기' 등을 집필한 송지나 작가와 '쾌도 홍길동', '제빵왕 김탁구', '영광의 재인' 등을 연출한 KBS 드라마본부의 이정섭 PD가 손잡고 만든 작품으로 기자와 사이버 경찰 그리고 해커의 세계를 주로 다루었다. 이 드라마는 2014년 12월 8일부터 2015년 2월 10일까지 방영되었다.

## 줄거리
1980년대 언론의 자유가 억압된 독재 정권 시절 김문식, 최명희, 기영재, 서준석, 오길한 등 5명의 친구들은 함께 해적 방송을 한다. 이 일로 기영재는 정치범으로 수감생활을 하게 된다. 나머지 친구들인 김문식, 최명희, 서준석, 오길한은 기자가 되고 1992년 어느 날 함께 김문식이 모는 차를 타고 서준석과 오길한은 취재를 나갔다가 오길한은 검은 세력에 의해 사망한다. 그걸 목격한 사진 기자 서준석은 친구의 사망 현장을 사진에 담은 후 경찰에 신고를 한다. 하지만 살인자들은 경찰과 유착이 되어 있었고 서준석은 목격자로 진술하러 갔다가 오히려 오길한 살해 혐의자가 되어 경찰서에서 자살한 것으로 사건이 처리된다.
검은 세력에 매수된 김문식은 서준석이 오길한을 죽였다고 거짓 진술을 해준 대가로 언론사주로 성공 가도를 달리게 된다. 김문식의 동생 김문호는 서준석과 오길한의 죽음에 의문을 갖고 그들의 아들(서정후)과 딸(오지안)을 찾아나선다. 오지안은 오길한과 최명희의 딸로 오길한 사망 후 어머니 최명희와 도망을 가다가 어머니와 헤어지게 되고 보육원에서 지내다가 채치수에게 입양되어 채영신이라는 이름을 갖게 된다. 김문식은 도망가다 다친 최명희와 결혼을 한다. 채영신은 기자가 되고 스타 기자 김문호를 롤모델로 삼고 살아간다.
한편 서정후의 어머니는 재혼을 한다. 서정후의 어머니는 서준석이 사망한 이유를 추적하나 김문식의 협박에 아들을 위해 그만둔다. 이후 기영재는 어려운 상황에 놓인 서정후를 키우게 된다. 출소 후 기영재는 서정후를 키우는 한편 친구들의 죽음에 의구심을 갖고 그 실체적 진실을 추적한다. 기영재는 어린 서정후에게 무술을 가르쳐 주고 서정후가 성인이 되는 날 외국으로 떠나면서 해커가 된 전직 경찰 조민자를 소개해주며 먹고 살 길을 열어준다. 그런 서정후는 김문호를 위해서도 일하게 된다. 김문호를 위해 일하면서 밤심부름꾼 '힐러' 서정후는 자신의 아버지 서준석의 죽음과 관련한 진실도 하나씩 알아간다. 귀국한 기영재는 검은 세력의 덫에 걸린 서정후를 위해 서정후인 척하다가 경찰에 잡히게 되고 검은 세력에 포섭된 경찰에 의해 경찰 심문 도중 독살당한다.
김문호는 수소문 끝에 채영신이 오지안이라는 것을 알게 되고 채영신이 근무하는 신문사를 인수하여 본격적으로 불의와 싸우게 된다. 김문호는 부모 세대에서 자녀 세대까지 이어진 사건의 연결 고리를 알고 있는 인물로 부모 세대에서 발생한 사건의 진실을 추적해가면서 그 자녀 세대들인 서정후와 채영신, 전직 사이버 경찰 조민자 등과 협력하여 검은 세력의 우두머리 '어르신' 박정대와 그 하수인 김문식을 응징한다.
조민자의 경찰 시절 후배이자 경찰청 사이버 범죄 대응센터 반장 윤동원은 밤심부름꾼 '힐러'를 추적하는 과정에서 조민자의 존재를 알게 되고 그를 돕게 된다. 또 자신을 속인 김문식의 실체를 알게 된 최명희는 김문식을 떠나 김문호와 지내게 되고 검은 세력의 실체를 밝히려는 김문호의 일에도 협력한다. 그러면서 딸 오지안도 만나게 된다. 멀쩡한 회사를 망하게 만들어 자신이 접수하며 돈을 벌고 그 돈으로 언론 권력과 정치 권력을 죄지우지하던 박정대는 김문호가 이끄는 인터넷 언론에 의해 제압된다.

## 등장인물

### 주요 인물
- 지창욱 : 서정후 역 (아역 : 최정후, 고우림, 박시진) - 코드명은 힐러(Healer). 업계 최고의 심부름꾼
- 박민영 : 채영신 (오지안) 역 (아역 : 구건민, 박지소, 신수연, 김소연) - 인터넷 신문사 썸데이 뉴스기자
- 유지태 : 김문호 역 (아역 : 이우주, 정태원, 김승찬) - 상위 1퍼센트의 스타기자(ABS 방송국)면서 거대 언론사 사주의 친동생

### 서정후 주변 인물
- 김미경 : 조민자 역 - 과거 사이버 수사과 경찰이었고 현재 초일류 해커로써 힐러와 동업
- 태미 : 강대용 역 - 정후의 부하같은 존재
- 오광록 : 기영재 역 (젊은 시절 : 최동구) - 과거 해적방송의 호위 역
- 이경심 : 정후 친모 역 (젊은 시절 : 송지인) (특별출연)
- 지일주 : 서준석 역 - 서정후의 아버지로 과거 해적방송의 엔지니어 역할

### 채영신 주변 인물
- 박상면 : 채치수 역 - 영신의 양아버지. 형사소송 전문 변호사이자 바리스타
- 우현 : 철민 역 - 까페 에버그린의 종업원. 소매치기와 빈집털이 등의 전과 3범
- 박원상 : 장병세 역 - 썸데이뉴스 취재팀 편집장
- 최승경 : 여기자 역 - 썸데이뉴스 취재팀
- 김진희 : 노선재 역 - 썸데이뉴스 취재팀
- 김동규 : 박찬영 역 - 썸데이뉴스 취재팀

### 김문호 주변 인물
- 박상원 : 김문식 역 (아역 : 손승원) - 김문호의 형. 메이저 언론사 ‘제일신문’의 사장
- 도지원 : 최명희 역 (아역 : 정혜인) - 문식의 아내. 과거 해적방송의 진행자였던 길한과 결혼, 딸 지안을 잃음
- 오종혁 : 오길한 역 - 과거 해적방송의 진행자 겸 프로듀서
- 우희진 : 강민재 역 - 문호와 입사동기인 공중파 ABS 방송국 보도부 부장
- 장성범 : 이종수 역 - 문호가 인정해주는 실력 있는 후배기자(ABS 방송국)
- 정규수 : 오비서 역 - 김문식의 비서 오태원. 김문식 혹은 어르신의 전용 심부름꾼

### 그 외 인물들
- 박상욱 : 배상수 역 - 심부름꾼계의 메이저급인 더블에스가드 대표
- 홍승진 : 요요 역 - 더블에스가드의 행동대장
- 이규호 : 용식 역 - 더블에스가드의 덩치
- 조한철 : 윤동원 역 - 조민자의 후배이자 사이버 수사대 반장
- 이문식 : 고성철 역
- 김리나 : 주연희 역
- 정수인 : 여조사원 역
- 이유선 : 운전기사 역
- 여호민 : 차형사 역
- 최종원 : 박정대 역, 김문식의 어르신
- 조영진 : 김의찬 역 - 서울시장을 출마하려 했던 의원으로 어르신의 수하
- 남희석 : 디자이너 미셀 역
- 정해균 : 황재국 역 - 엔터테인먼트 회사 사장
- 전혜빈 : 김재윤 역 - 어르신의 범죄사실을 밝힐 중요한 증거를 가지고 있는 제보자
- 왕빛나 : 오선정 역
- 최정원 : 이준빈 역
- 박대규
- 임승준 : 윤발 역
- 정준원
- 이두경
- 금광산
- 송민형
- 이배국
- 이현걸
- 함진성 : 경찰 역
- 김성종 : 더블에스가드 수행원 1 역
- 김선웅 : 더블에스가드 수행원 2 역

## OST
- 1. 힐러 (KBS 월화드라마) OST - Part.1 - Eternal Love - Michael Learns to Rock - 2014.12.08 발매
- 2. 힐러 (KBS 월화드라마) OST - Part.2 - When You Hold Me Tight - Yael Meyer - 2014.12.22 발매
- 3. 힐러 (KBS 월화드라마) OST - Part.3 - 눈이 하는 말 - 테이 (Tei) - 2015.01.05 발매
- 4. 힐러 (KBS 월화드라마) OST - Part.4 - YOU - 벤 - 2015.01.12 발매
- 5. 힐러 (KBS 월화드라마) OST - Part.5 - 그대 때문에 - 저스트 - 2015.01.26 발매
- 6. 힐러 (KBS 월화드라마) OST - Part.6 - 지켜줄게 - 지창욱 - 2015.02.02 발매
- 7. 힐러 (KBS 월화드라마) OST - Original Soundtrack - 2015.02.09 발매

## 시청률
아래의 파란색 숫자는 '최저 시청률'이고, 빨간색 숫자는 '최고 시청률'입니다. 시청률조사회사와 지역별로 시청률에 차이가 있을 수 있습니다.
| 2014년      | 2014년      | 2014년         | 2014년       | 2014년         | 2014년       |
| 회차        | 방송일      | TNmS 시청률    | TNmS 시청률  | AGB 시청률     | AGB 시청률   |
| 회차        | 방송일      | 대한민국(전국) | 서울(수도권) | 대한민국(전국) | 서울(수도권) |
| ----------- | ----------- | -------------- | ------------ | -------------- | ------------ |
| 제1회       | 12월 8일    | 6.9%           | 7.5%         | 7.8%           | 8.3%         |
| 제2회       | 12월 9일    | 7.6%           | 8.8%         | 7.9%           | 8.4%         |
| 제3회       | 12월 15일   | 5.7%           | 6.3%         | 7.2%           | 7.6%         |
| 제4회       | 12월 16일   | 5.9%           | 6.4%         | 7.4%           | 8.0%         |
| 제5회       | 12월 22일   | 7.0%           | 7.4%         | 8.8%           | 9.8%         |
| 제6회       | 12월 23일   | 7.1%           | 7.6%         | 7.7%           | 8.0%         |
| 제7회       | 12월 29일   | 6.9%           | 7.8%         | 7.8%           | 8.9%         |
| 제8회       | 12월 30일   | 8.4%           | 9.4%         | 8.6%           | 9.2%         |
| 2015년      |             |                |              |                |              |
| 회차        | 방송일      | TNmS 시청률    | TNmS 시청률  | AGB 시청률     | AGB 시청률   |
| 회차        | 방송일      | 대한민국(전국) | 서울(수도권) | 대한민국(전국) | 서울(수도권) |
| 제9회       | 1월 5일     | 7.6%           | 7.8%         | 8.2%           | 8.9%         |
| 제10회      | 1월 6일     | 8.2%           | 9.5%         | 9.2%           | 10.0%        |
| 제11회      | 1월 12일    | 7.4%           | 8.8%         | 9.4%           | 10.8%        |
| 제12회      | 1월 13일    | 8.7%           | 10.1%        | 9.1%           | 9.8%         |
| 제13회      | 1월 19일    | 9.0%           | 9.7%         | 10.3%          | 11.3%        |
| 제14회      | 1월 20일    | 9.4%           | 10.6%        | 9.7%           | 10.4%        |
| 제15회      | 1월 26일    | 7.7%           | 8.2%         | 8.7%           | 9.2%         |
| 제16회      | 1월 27일    | 8.5%           | 9.6%         | 8.9%           | 9.2%         |
| 제17회      | 2월 2일     | 7.1%           | 7.7%         | 8.5%           | 9.3%         |
| 제18회      | 2월 3일     | 7.3%           | 8.4%         | 9.1%           | 9.6%         |
| 제19회      | 2월 9일     | 6.9%           | 7.8%         | 7.9%           | 7.7%         |
| 제20회      | 2월 10일    | 8.1%           | 8.6%         | 9.0%           | 9.1%         |
| 평균 시청률 | 평균 시청률 | 7.6%           | 8.4%         | 8.6%           | 9.2%         |

## 수상 경력
- 2014년 KBS 연기대상 중편드라마 부문 여자 우수연기상, 베스트 커플상 박민영
- 2014년 KBS 연기대상 남자 인기상, 베스트 커플상 지창욱
- 2016년 제4회 드라마피버 어워즈 베스트 커플상 박민영, 지창욱

## 같이 보기
SBS 월화드라마
- 비밀의 문: 의궤 살인 사건 (SBS, 2014년 9월 22일 ~ 2014년 12월 9일)
- 펀치 (SBS, 2014년 12월 15일 ~ 2015년 2월 17일)

MBC 월화드라마
- 오만과 편견 (MBC, 2014년 10월 27일 ~ 2015년 1월 13일)
- 빛나거나 미치거나 (MBC, 2015년 1월 19일 ~ 2015년 4월 7일)